# Двигателни нарушения
Двигателните нарушения представляват неспособност за извършване на нормално движение или появата на неволеви движения. Някои от двигателните нарушени са достатъчно тежки, и могат да бъдат определени като инвалидност. Нарушенията на движенията могат да бъдат в резултат на вродена дефект, болест (наследствена, инфекциозна или друга), болка в гърба, резултат от травма, авария или страничен ефект от лекарства.